# Alkyd

Exempel på enhet i en alkyd. Polyesterkedjan (längst upp) bildas i detta fall av glycerol och isoftalsyra. Kopplad till glycerolen ses här fettsyran linolsyra.

Alkyd, eller alkydharts, är bindemedlet i alkydfärg. Det är en typ av konstharts framställd genom att en alkohol, ofta glycerol, och en organisk syra, till exempel ftalsyra, polymeriseras genom förestring, till en polyester, som i sin tur förses med omättade fettsyror från exempelvis linolja.
Beroende på andelen fettsyror talar man om "magra" alkyder (<40 % fettsyror), som används i exempelvis industrilacker, "medelfeta" alkyder (40–60 % fettsyror) och "feta" alkyder (>60 % fettsyror) som används i målarfärg för utvändigt trä. Färger med feta alkyder kallas ofta alkydoljefärger, och när man inom byggnadsmåleriet talar om oljefärg så syftar man vanligtvis på alkydoljefärg.
Ordet alkyd var ursprungligen en förkortning av det engelska uttrycket alkyl acid (alkylsyra).
Alkyd utvecklades av General Electric på 1920-talet och i Sverige kom de första alkydfärgerna under 1930-talet.